# Thyrinteina trica
Thyrinteina trica är en fjärilsart som beskrevs av Robert W. Poole 1968. Thyrinteina trica ingår i släktet Thyrinteina och familjen mätare. Inga underarter finns listade i Catalogue of Life.